# John Bunyan Bristol

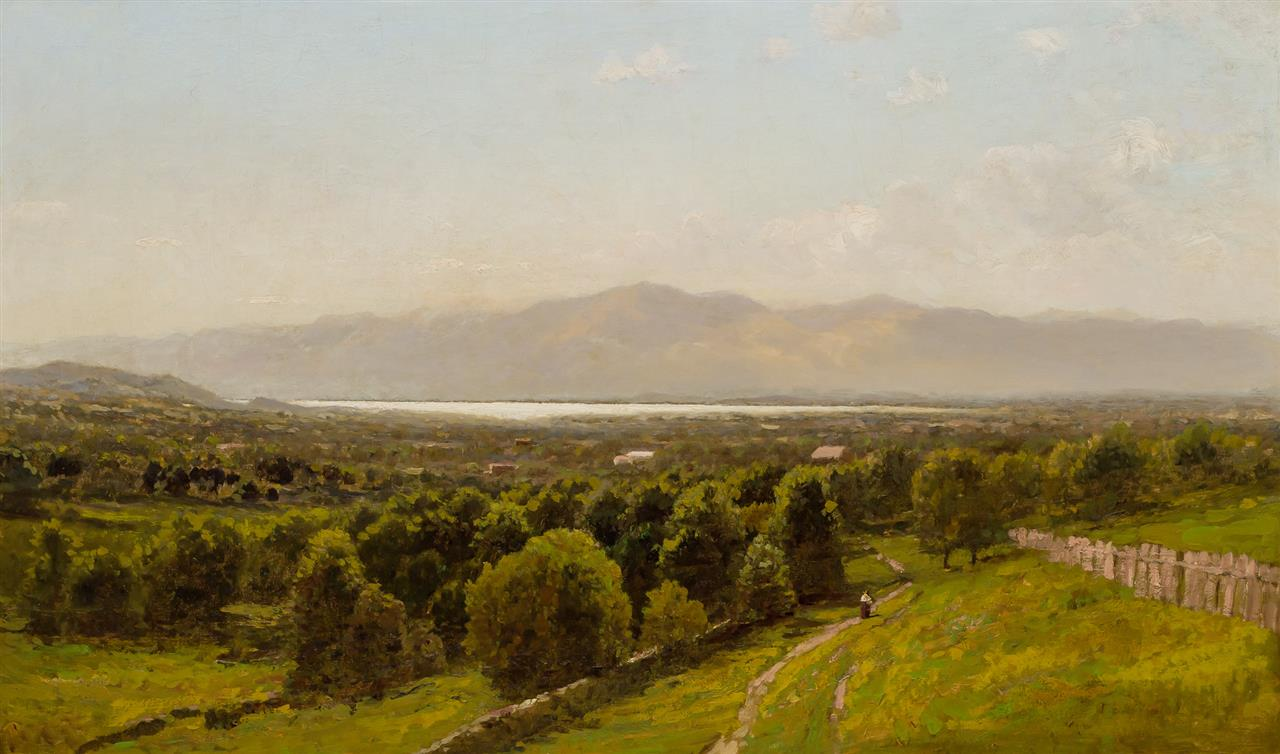
Larrabee’s Point, Lake Champlain

John Bunyan Bristol (ur. 14 kwietnia 1826 w Hillsdale, zm. 31 sierpnia 1909 w Nowym Jorku) – amerykański malarz pejzażysta.

## Życiorys
Bristol był samoukiem, malował początkowo portrety, jednak większość życia tworzył pejzaże. Mieszkał w Nowym Jorku, ale podróżował i malował w całej Nowej Anglii. W latach 1858–1900 wystawiał w National Academy of Design, której pełnoprawnym członkiem został w 1875 r. Nagrody otrzymał m.in. na wystawach światowych w Filadelfii w 1876 r. i w Paryżu w 1889 r. Największy zbiór jego prac posiada Peabody Institute w Baltimore.